# Beckerhealdia
Beckerhealdia is een geslacht van uitgestorven kreeftachtigen uit de klasse van de Ostracoda (mosselkreeftjes).

## Soort
- Beckerhealdia circumreptata Blumenstengel, 1994 †